# Agalinis nana
Agalinis nana är en snyltrotsväxtart som beskrevs av S.I.Elias och V.C.Souza. Agalinis nana ingår i släktet Agalinis och familjen snyltrotsväxter. Inga underarter finns listade i Catalogue of Life.